# Komponentendiagramm
| Strukturdiagramme der UML      |
| ------------------------------ |
| Klassendiagramm                |
| Komponentendiagramm            |
| Kompositionsstrukturdiagramm   |
| Objektdiagramm                 |
| Paketdiagramm                  |
| Profildiagramm                 |
| Verteilungsdiagramm            |
| Verhaltensdiagramme der UML    |
| Aktivitätsdiagramm             |
| Anwendungsfalldiagramm         |
| Interaktionsübersichtsdiagramm |
| Kommunikationsdiagramm         |
| Sequenzdiagramm                |
| Zeitverlaufsdiagramm           |
| Zustandsdiagramm               |

Ein Komponentendiagramm (engl. component diagram) ist eine der 14 Diagrammarten in der Unified Modeling Language (UML), einer Modellierungssprache für Software und andere Systeme. 
Das Komponentendiagramm ist ein Strukturdiagramm. Es zeigt eine bestimmte Sicht auf die Struktur des modellierten Systems. Die Darstellung umfasst dabei typischerweise Komponenten mit deren  Schnittstellen bzw. Ports. Es zeigt auch, wie Komponenten über Abhängigkeitsbeziehungen  und Konnektoren miteinander verbunden sind. Um das Innere einer Komponente darzustellen, zeigt ein Komponentendiagramm oft Notationselemente, die sonst vor allem in Klassen- oder Kompositionsstrukturdiagrammen angezeigt werden, zum Beispiel Klassen oder Parts.
Das Komponentendiagramm wird vor allem in der Softwareentwicklung für die Modellierung von komponentenbasierten Softwaresystemen eingesetzt.